# Запорожец, Иван Васильевич
Ива́н Васи́льевич Запоро́жец (настоящая фамилия Гарька́вый) (6 января 1895, Большой Токмак, Таврическая губерния, Российская империя — 14 августа 1937, Москва) — ответственный сотрудник ОГПУ-НКВД СССР. По одной из версий, считается одним из организаторов убийства С. М. Кирова. Расстрелян в «особом порядке». Не реабилитирован.

## Биография

### Образование
- Харьковское аграрное училище

### Карьера
Из украинской семьи служащих. С 1913 по 1914 год состоял в украинской партии социалистов-революционеров. Затем призван в Русскую императорскую армию. Участвовал в Первой мировой войне, в 1915 году попал в австрийский плен. В 1918 году освобождён, вернулся в Россию и вступил в Красную Армию. С 1918 по 1919 год — член партии боротьбистов. Состоял в РКП(б) с 1919 г. В 1920 г. заведующий военным отделом Киевского губотдела КП(б)У.
В 1921 году направлен на службу в ВЧК в отдел ИНО ОГПУ, затем — на нелегальную работу в Польшу, Чехословакию, Австрию. В 1922—1923 годах работал в центральном аппарате ИНО ОГПУ.
С 1923 по 1924 год служил в Экономическом управлении ОГПУ (помощник начальника и начальник отделения внешней торговли и финансов). В 1924 году — в советском посольстве в Берлине. В 1925 году — помощник начальника ИНО ОГПУ, в 1925—1927 годах — вновь за пределами страны, работал в советском посольстве в Вене (резидент советской разведки).
В 1927 году вернулся в Москву, где до 1929 года служил помощником начальника Информационного отдела ОГПУ, затем помощником начальника Секретно-политического отдела ОГПУ. В 1931-1935 гг. заместитель начальника Секретно-политического отдела ОГПУ СССР, затем назначен заместителем полномочного представителя ОГПУ Ленинградского военного округа — Управления НКВД по Ленинградской области, начальник особого отдела НКВД ЛВО, затем первый заместитель начальника УНКВД ЛО.
26 января—10 февраля 1934 года делегат XVII съезда ВКП(б) с решающим голосом от Ленинградской парторганизации.
С конца августа по ноябрь 1934 года (1 декабря произошло убийство Кирова С. М.) находился на излечении в военном госпитале (лечение сломанной ноги). В связи с убийством Кирова 23 января 1935 г. ВКВС СССР осуждён «за преступно-халатное отношение» к охране Кирова к 3 годам заключения в концлагерь, но наказание не отбывал и по приказу Э. П. Берзина в апреле 1935 года был назначен заместителем начальника управления дорожного строительства Дальстроя, а с ноября того же года — начальником транспортного управления «Дальстроя». 1 мая 1937 года вновь арестован органами НКВД, доставлен в Москву. Внесен в Сталинский расстрельный «Список» от 14 августа 1937 г. по 1-й категории («за» Сталин, Молотов). Расстрелян в «особом порядке» 14 августа 1937 г. в числе 25 сотрудников НКВД и членов их семей (Г. Е. Прокофьев, К. В. Паукер, А. М. Шанин, З. И. Волович, С. Г. Фирин, Г. В. Голов, В. В. Григорьев, И. Ю. Лоренс, В. И. Тимофеев и др.). Место захоронения — могила невостребованных прахов № 1 крематория Донского кладбища. По заключению ГВП РФ от 10 октября 1991 г. в реабилитации отказано.

## Семья
- Жена — Роза Давидовна Проскуровская (1895(1898)—?) уроженка с. Умань Киевской губ., с 1931 года в разводе. Второй муж — П. Ф. Дорофеев, заместитель председателя исполкома Ленинградского горсовета (облсовета) (1934—1937). В Ленинграде работала инструктором рыбной промышленности. В 1937 году П. Ф. Дорофеев вызван в Москву и арестован (умер в 1939 году в Карагандинском ИТЛ). Переехала в Москву, работала на Московском рыбном комбинате. Арестована в декабре 1937 года по обвинению в том, что «состояла в организации жён врагов народа, планировавшей заговор против советского государства» (ст. 58-11 УК РСФСР). По приговору Особого Совещания при НКВД СССР — 5 лет ИТЛ — отправлена в Карагандинский лагерь. Освобождена в 1946 году по отбытии срока. Жила в Москве на нелегальном положении. Реабилитирована в 1956 году[5]. Два брата жены, Яков (1888—1938)[6] и Михаил (1894—1938) Проскуровские растреляны в Москве и похоронены на полигоне «Коммунарка»[7][8]
  - Дочь — Наталия Ивановна Запорожец (26.01.1924 (или 26.01.1923[5])—11.06.2008[9]), медсестра на фронте, контужена, окончила МГУ, историк, арестована в 1949 году, приговорена к 5 годам ссылки (статья 58-10 и 58-12). Освобождена в 1953 году. Реабилитирована 28 декабря 1955[5].
  - Сын — Феликс Иванович Запорожец (20.08.1926—20.01.2013), в 1943 году студент 3-го курса Астраханского дорожно-механического техникума арестован по обвинению по ст. 19-162 ч. 1 УК РСФСР к 2 годам ИТЛ, 1 марта 1949 года арестован повторно УМГБ СССР по Астраханской области. 28 сентября 1949 года приговорён ОСО при МГБ СССР по ст. 58-10 ч. 1 и 58-11 УК РСФСР зр то, что «являлся одним из организаторов и членом руководящего органа „совета“ антисоветской организации „Свободная мысль“…» к 10 годам ИТЛ[10]. Этапирован в Центральный Казахстан[11]. Реабилитирован 8 сентября 1956 г.[10] Похоронен в закрытом колумбарии Донского кладбища.

## Образ Ивана Запорожца в культуре и творчестве
- Упоминается в романе Рыбакова А. Н. «Дети Арбата», где представлен организатором убийства Кирова.
- Также в такой же роли упоминается в книге Александра Орлова «Тайная история сталинских преступлений».